# Ena Konta
Ena Konta je hrvatska rukometašica koja igra za ŽRK Lokomotiva Zagreb.

## Uspjesi
- - prvenstvo Hrvatske 2014.
  - kup Hrvatske 2014.

## Vanjske poveznice
- Ena Konta